# Haptopoda
Haptopoda é uma ordem extinta de aracnídeo, que viveu no período Carbonífero Superior (cerca de 300 milhões de anos atrás). Seus fósseis foram encontrados em Coseley, Staffordshire, Reino Unido.